# Чернышево (Земетчинский район)
Чернышево — село в Земетчинском районе Пензенской области России. Входит в состав Краснодубравского сельсовета.

## География
Расположен в северо-западной части региона, на правом берегу реки Кита.
В селе одна улица — Центральная.

## История
Основана на земле, отказанной в 1698 г. на реке Ките молодому керенскому воеводе Григорию Петровичу Чернышёву.
Согласно Закону Пензенской области от 2 ноября 2004 года № 690-ЗПО село вошло в состав образованного муниципального образования Краснодубравский сельсовет.

## Население
| 1864 | 1877  | 1897  | 1911  | 1926  | 1930  |
| ---- | ----- | ----- | ----- | ----- | ----- |
| 1002 | ↗1200 | ↘1173 | ↗1594 | ↘1476 | ↗1606 |
| 1939 | 1959  | 1979  | 1989  | 1996  | 2002  |
| ↘872 | ↘557  | ↘157  | ↘77   | ↘50   | ↘37   |
| 2010 |       |       |       |       |       |
| ↘12  |       |       |       |       |       |

## Инфраструктура
Личное подсобное хозяйство.

## Транспорт
Просёлочные дороги, с выездом на автодорогу 58Н-69 «п. Десятый Октябрь — с. Кириллово — п. Никитовка» (идентификационный номер 58-ОП-МЗ-Н-69).